# 아나 릴리안 데라마코라
아나 릴리안 데라마코라(스페인어: Ana Lilian de la Macorra, 1957년 11월 27일 ~ )는 멕시코의 배우, 프로듀서 겸 심리학자이다. 1970년대에 시트콤 《엘 차보 델 오초》와 《엘 차풀린 콜로라도》 등에 출연하였다. 그 이후로 배우를 은퇴하고 미국에서 심리학을 공부한 후에, 심리학자 겸 저술가로 활동하고 있다.